# Amtsgericht Metz
Das Amtsgericht Metz war ein deutsches Amtsgericht mit Sitz in Metz in den Jahren 1879 bis 1918.

## Geschichte
Metz war Sitz eines französischen Friedensgerichts. Nach der Abtretung Elsass-Lothringens im Frieden von Frankfurt an das Deutsche Reich 1871 wurde die Gerichtsstruktur mit dem Gesetz, betreffend Abänderung der Gerichtsverfassung vom 14. Juli 1871 und der Ausführungsbestimmung hierzu vom gleichen Tag neu geregelt. Dabei wurden die Friedensgerichte beibehalten.
Im Rahmen der Reichsjustizgesetze wurden 1879 die Friedensgerichte im Reichsland Elsass-Lothringen aufgehoben und Amtsgerichte gebildet. Das Amtsgericht Metz war dem Landgericht Metz nachgeordnet.
Am Gericht bestanden 1880 fünf Richterstellen. Das Amtsgericht war das größte Amtsgericht im Landgerichtsbezirk. Gerichtstage wurden in Kürzel, Rémilly, Verny und Vigy gehalten.
Das Amtsgericht Rémilly wurde durch Verordnung vom 1. September 1891 mit Wirkung zum 1. Oktober 1891 errichtet. Sein Gerichtsbezirk umfasste folgende Gemeinden, die vorher dem Amtsgericht Metz zugeordnet waren: Alle Gemeinden des Kantons Pange außer Ars-Laquenexy, Coincy, Marsilly, Merci, Montoy, Ogy und Retonfey und die Gemeinden Achatel, Buchy, Foville, Moncheux, Sailly, Secourt, Solgne, Vigny und Vulmont aus dem Kanton Verny. Das Amtsgericht Rombach wurde durch Verordnung vom 21. April 1893 mit Wirkung zum 1. Juni 1893 errichtet. Ein Teil seines Gerichtsbezirk gehörte vorher zum Amtsgericht Metz: dies waren die Gemeinden Bronvaux, Hagendingen, Marange-Silvange, Montois-la-Montagne, Pierrevillers, Rombach, Roncourt, Sainte-Marie-aux-Chênes und Talingen.
Der Gerichtsbezirk umfasste 1895 die Stadt Metz, den Kanton Vigy, 29 Gemeinden aus dem Kanton Metz-Land, 6 Gemeinden aus dem Kanton Pange und 29 Gemeinden aus dem Kanton Verny mit 615 Quadratkilometern und 106.305 Einwohnern und 89 Gemeinden.
Mit der Verordnung über den Sitz und die Bezirke der Amtsgerichte vom 3. April 1909 gingen die Gemeinden Lorry-Mardigny und Marieulles aus dem Sprengel des Amtsgerichts Metz in den Sprengel des Amtsgerichts Ars a. M. über. Gleichzeitig ging die Gemeinde Sainte-Marie-aux-Chênes aus dem Sprengel des Amtsgerichts Rombach in den Sprengel des Amtsgerichts Metz über.
Nach der Abtretung Elsass-Lothringens an Frankreich nach dem Ersten Weltkrieg wurde das Amtsgericht Metz als „Tribunal cantonal Metz“ weitergeführt. Im Zweiten Weltkrieg wurde 1940 von der deutschen Besatzungsmacht die vorgefundene Gerichtsstruktur unter Verwendung deutscher Ortsnamen und Behördenbezeichnungen, hier also wieder als Amtsgericht Metz, fortgeführt. Heute besteht das Tribunal d'instance Metz.